# Vaughn Taylor
Vaughn Taylor est un acteur américain né le 22 février 1910 à Boston, mort le 26 avril 1983 à Los Angeles des suites d'une hémorragie cérébrale. 

## Biographie
Il est surtout connu pour son rôle du patron de l'agence immobilière dans Psychose (1960). Il fut aussi un acteur récurrent dans plusieurs séries télévisées, dont Les Incorruptibles, La Quatrième Dimension où il participe à cinq épisodes, ou Perry Mason où il joue dans huit épisodes.

## Filmographie

### Cinéma
- 1933 : Un danger public (Picture Snatcher) de Lloyd Bacon : l'éditeur (non crédité)
- 1951 : Deux GI en vadrouille (Up Front) d'Alexander Hall
- 1952 : Quand tu me souris (Meet Danny Wilson) de Joseph Pevney : T.W. Hatcher
- 1952 : Deux Dégourdis à Tokyo (Back at the Front) de George Sherman
- 1954 : Une femme qui s'affiche (It Should Happen to You) de George Cukor : Entrikin
- 1957 : Le vengeur agit au crépuscule (Decision at Sundown), de Budd Boetticher
- 1957 : Le Rock du bagne (Jailhouse rock) de Richard Thorpe : Mr Shores
- 1958 : Le Retour d'André Hardy (Andy Hardy Comes Home) de Howard W. Koch
- 1958 : Cow-boy de Delmer Daves : Mr. Fowler
- 1958 : The Lineup de Don Siegel : Le chef des trafiquants
- 1958 : La Chatte sur un toit brûlant (Cat on a Hot Tin Roof) de Richard Brooks : Diacre Davis
- 1959 : Les Incorruptibles, Ma Barker et ses fils
- 1960 : Psychose d'Alfred Hitchcock : George Lowery
- 1960 : The Wizard of Baghdad de George Sherman : Norodeen
- 1964 : La Reine du Colorado (The Unsinkable Molly Brown) de Charles Walters : Mr. Cartwright
- 1965 : La Créature des ténèbres (Dark Intruder) de Harvey Hart : Dr Kevin Burdett
- 1968 : La Guerre des cerveaux (The Power) de Byron Haskin : Mr Hallson
- 1970 : Un nommé Cable Hogue (The Ballad of Cable Hogue) de Sam Peckinpah : Powell

### Télévision
- 1958 : Au nom de la loi (Wanted Dead or Alive) (série TV) Saison 1 épisode 1 : Dr Glen Leach
- 1959 : Au nom de la loi (Wanted Dead or Alive) (série TV) Saison 2 épisode 9, (Le tyran/The tyrant) : Curtis Paine
- 1960 : Au nom de la loi  : saison 3 épisode 9 (Le voleur/ Criss-cross) : Doc Adams
- 1964 : La Quatrième Dimension (The Twilight Zone) (Série TV) : épisode Le Recyclage de Salvadore Ross (The Self-Improvement of Salvadore Ross) de Don Siegel (saison 5, épisode 16) : le père de Leah
- 1965 : Les Mystères de l'Ouest (The Wild Wild West), (série TV) - Saison 1 épisode 9, La Nuit du Couteau à double tranchant (The Night of the Double-Edged Knife), de Don Taylor : Adamson
- 1965 : Further Adventures of Gallegher: The Daily Press vs. City Hall (TV, épisode 3) : Mr. Bildad